# Hòa Hiệp Nam, Đông Hòa
Hòa Hiệp Nam là một phường thuộc thị xã Đông Hòa, tỉnh Phú Yên, Việt Nam.

## Địa lý
Phường Hòa Hiệp Nam nằm ở phía đông thị xã Đông Hòa, có vị trí địa lý:
- Phía đông giáp Biển Đông
- Phía tây giáp xã Hòa Xuân Đông
- Phía nam giáp xã Hòa Tâm
- Phía bắc giáp phường Hòa Hiệp Trung.

Phường Hòa Hiệp Nam có diện tích 15,13 km², dân số năm 2019 là 11.196 người, mật độ dân số đạt 740 người/km².
Phường gồm các khu phố: Đa Ngư, Phú Lạc, Thọ Lâm

## Lịch sử
Địa bàn phường Hòa Hiệp Nam trước đây vốn là một phần xã Hòa Hiệp thuộc huyện Tuy Hòa.
Ngày 30 tháng 9 năm 1981, Hội đồng Bộ trưởng ban hành Quyết định 100-HĐBT. Theo đó, chia xã Hòa Hiệp thành 3 xã Hòa Hiệp Bắc, Hòa Hiệp Trung và Hòa Hiệp Nam.
Ngày 16 tháng 5 năm 2005, huyện Tuy Hòa chia tách thành hai huyện Đông Hòa và Tây Hòa. Xã Hòa Hiệp Nam thuộc huyện Đông Hòa.
Ngày 22 tháng 4 năm 2020, Ủy ban Thường vụ Quốc hội ban hành Nghị quyết số 931/NQ-UBTVQH14 năm 2020 về việc thành lập thị xã Đông Hòa và các phường thuộc thị xã Đông Hòa (nghị quyết có hiệu lực từ ngày 1 tháng 6 năm 2020). Theo đó, thành lập phường Hòa Hiệp Nam thuộc thị xã Đông Hòa trên cơ sở toàn bộ 15,13 km² diện tích tự nhiên và 11.196 người của xã Hòa Hiệp Nam.